# Caspar Friedrich von Dalwigk
Caspar Friedrich von Dalwigk (* 26. Juli 1619 in Hoof; † 22. Februar 1675 in Ziegenhain) war Hessen-Kasseler Gesandter beim Reichstag in Regensburg und Hofmeister des hessischen Prinzen und späteren Landgrafen Wilhelm VIII.

## Leben
Caspar Friedrich von Dalwigk  entstammte dem hessischen Uradelsgeschlecht derer von Dalwigk. Er war Sohn des hessen-kasselschen Generalmajors Franz Elgar von Dalwigk († 1650) und dessen Ehefrau Catharina geb. Hund (zu Kirchberg). Verheiratet war er mit  Aemilia von Dalwigk († 1662), Tochter des Curt von Dalwigk und der Elisabeth geb. von Gaugreben. Aus der Ehe stammte der Sohn Wilhelm (1661–1722). Aus der folgenden Ehe mit Agnes Maria geb. von Keudell († 1669) stammten der Sohn Johann Friedrich und zwei Töchter.
Caspar Friedrich absolvierte eine juristische Ausbildung und war 1663 Gesandter der  Landgrafschaft Hessen-Kassel beim Reichstag in Regensburg. Seine Ernennung zum Regierungsrat fiel in das Jahr 1667. 1670 war er Hofmeister des Prinzen Wilhelm, des späteren Landgrafen Wilhelm VIII. Zugleich war er Oberamtmann der Festung und Grafschaft Ziegenhain.